# Седлиська-Перші
Седлиська-Перші (пол. Siedliska Pierwsze) — село в Польщі, у гміні Файславиці Красноставського повіту Люблінського воєводства.
Населення — 880 осіб (2011).

## Демографія
Демографічна структура станом на 31 березня 2011 року:
|          | Загалом | Допрацездатний вік | Працездатний вік | Постпрацездатний вік |
| -------- | ------- | ------------------ | ---------------- | -------------------- |
| Чоловіки | 430     | 90                 | 285              | 55                   |
| Жінки    | 450     | 68                 | 232              | 150                  |
| Разом    | 880     | 158                | 517              | 205                  |